# Stal Rzeszów (żużel)

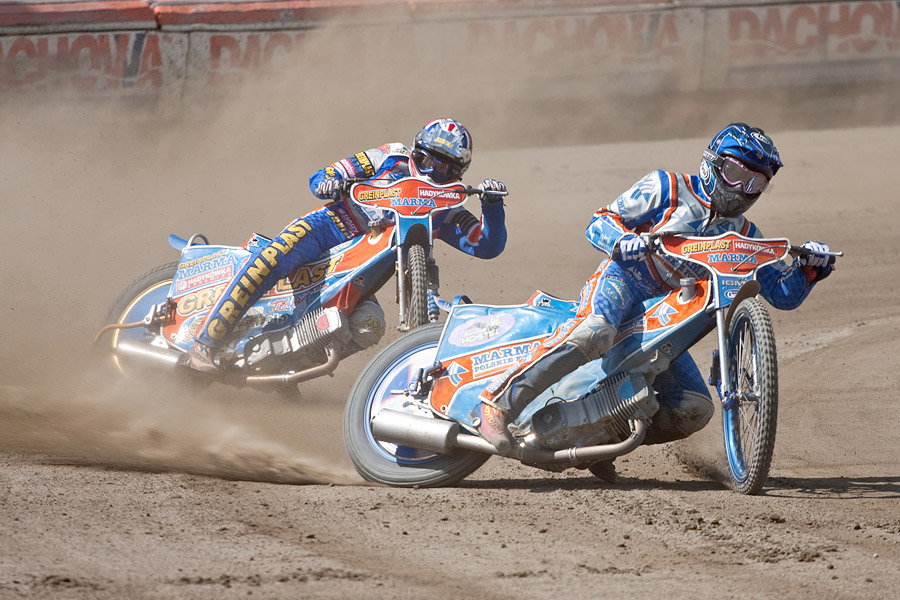
Żużlowcy Stali Rzeszów w sezonie 2009

Stal Rzeszów – polski klub żużlowy z Rzeszowa. 2-krotny drużynowy mistrz Polski.
Sekcja motorowa Stali powstała w 1950 roku, jednak za początki żużlowej Stali uznaje się rok 1951, ponieważ w pierwszym roku działalności sekcji motorowej nie uprawiano w niej wyścigów na torze żużlowym.
W rozgrywkach ligowych na szczeblu centralnym brał udział w latach 1955–2018, przy czym początkowo jako sekcja Stali, natomiast od sezonu 2007 prawa do drużyny posiadała spółka „Speedway Stal Rzeszów SA”.
Powrót ligowego żużla do Rzeszowa, po rocznej przerwie, nastąpił w sezonie 2020, kiedy do rozgrywek przystąpiło RzTŻ Rzeszów.

## Historia
„Czarny sport” trafił do Rzeszowa w latach powojennych. Po wojnie działalność wznowiło Rzeszowskie Towarzystwo Kolarzy i Motocyklistów (RTKM), które już przed wojną organizowało tak zwane wyścigi uliczne. W 1947 roku, ze względu na brak odpowiedniej infrastruktury, pierwsze imprezy w regionie na torze żużlowym odbywały się jednak na stadionie w niedalekim Jarosławiu. Pierwszy tor żużlowy w Rzeszowie oddano w 1948 roku na stadionie Resovii, a stało się to w związku z organizacją jubileuszu 25-lecia Rzeszowskiego Towarzystwa Kolarzy i Motorzystów. W 1949 roku zespół RTKM-u został włączony do II ligi. Po zakończeniu sezonu władza ludowa zadecydowała jednak o zlikwidowaniu RTKM-u, a jego żużlowcy wstąpili do Zrzeszenia Sportowego Gwardia. Sezon 1950, który z powodu reorganizacji rozgrywek okazał się też ostatnim w II lidze, rzeszowianie rozpoczęli już pod szyldem Gwardii Rzeszów.
W 1950 roku powstała też sekcja motorowa ZKS Stal, choć na początku, w pierwszym roku działalności sekcji, nie uprawiano wyścigów na torze żużlowym. Dopiero po wniosku członków zarządu o zakup motorów do przeróbki na maszyny do wyścigów żużlowych 1 maja 1951 roku przygotowano pierwszy taki motocykl – Jap Sumbeam, a w połowie maja ukończono drugi – Rudge Witwirth. Ostatni, marki NSU, oddano w sierpniu. Pierwszymi zawodnikami w sekcji ZKS Stal, którzy dosiedli tych maszyn na torze Ogniwa (dawnej Resovii) byli: Tadeusz Fedko, Romuald Iżewski, Władysław Jankowski, Józef Christiani, Edward Klaczkowski i Władysław Wilanowski. Sekcja starała się stworzyć prawdziwy żużel w Rzeszowie, więc wraz z zawodnikami wyjeżdżano na różnego rodzaju zawody.
Fedko i Iżewski przystąpili do realizacji pomysłu budowy pierwszego polskiego silnika do motocykla żużlowego. Dnia 30 kwietnia 1954 r. pierwszy silnik do motocykla żużlowego stanął do jazdy próbnej. Silnik, który zrewolucjonizował sport żużlowy, otrzymał nazwę FIS-1 (Fedko, Iżewski, Stal-1).
Wojewódzki Zarząd Dróg Publicznych zlecił budowę toru żużlowego rzeszowskiemu Rejonowi Eksploatacji DP. Nowy tor uroczyście otwarto 5 sierpnia 1956 r., a na inaugurację rozegrano na granitowej nawierzchni I eliminację indywidualnych mistrzostw Polski, które oglądały nieprzebrane tłumy sympatyków czarnego sportu. Doniesienia prasowe z tych zawodów liczbę widzów oszacowały na około 30 tys.
W 1957 r. Stal awansowała do I ligi, gdzie miała pokazać siły rzeszowskiej drużyny. Silniki własnej produkcji, stadion pękający w szwach od kibiców, nowi doświadczeni zawodnicy. Jednak od lipca 1957 szczęście nie dopisywało żużlowcom znad Wisłoka. Zaczęło się od kontuzji Janusza Kościelaka przed ważnym meczem z Górnikiem Rybnik. Następnie na torze zginął Stanisław Różański. Trapiące kontuzje i defekty z pewnością zadziałały destrukcyjnie na psychikę zawodników. Jeszcze przed sezonem 1959 w towarzyskim boju zdarzyła się następna tragedia. Eugeniusz Nazimek – jeden z najwybitniejszych polskich żużlowców zginął na rzeszowskiej niebezpiecznej nawierzchni. Po seryjnych wypadkach i zgonach zawodników, tor przy ulicy Hetmańskiej modyfikowano, profilowano na nowo jego wiraże, aż w końcu zmieniono granitową nawierzchnię na tradycyjną, na której żużlowcy ścigali się do niedawna. Po latach (od 1982) Stal zaczęła organizować rokrocznie Memoriał Eugeniusza Nazimka. Tym razem śmierć na torze wspaniałego zawodnika i trenera nie pogrążyły doświadczonej już drużyny, a zmobilizowała do wysiłku, który już w następnym sezonie zaprocentowało.
Jesienią 1959 zespół ponownie awansował do grona najlepszych drużyn w kraju. Analizując skład zespołu można było dopatrzyć się realnych szans w sięgnięciu po najwyższe trofeum DMP. Tak też się stało: Florian Kapała, Jan Malinowski, Stefan Kępa, Janusz Kościelak, Marian Stawecki, Marian Pilarczyk, Wiktor Brzozowski, Hieronim Unicki, Józef Batko zdobyli mistrzostwo Polski. W sezonach 1960-1961 Rzeszów szczycił się bezapelacyjnie najlepszą drużynę w kraju. Na stadionie średnio zasiadało około 30 tys. kibiców. W latach 1962–1963 Stalowcy sięgnęli po wicemistrzowski tytuł. Natomiast brązowy medal zespół wywalczył w roku 1966.
Po spektakularnych sukcesach przyszedł kryzys, po dziewięcioletnim (z jednoroczną przerwą) pobycie w I lidze Stal opuściła szeregi najlepszych drużyn w kraju. Stary już zespół Stali trzeba było budować od początku. Przebudowano tor, szkolono młodzież, więc trzeba było czekać na rozwój rzeszowskich talentów. Dzięki odnowie drużyny po dwunastu latach Stal powróciła do I dywizji. Od 1981 nieprzerwanie do 1990 Stalowcy bronili się przed spadkiem do niższej klasy rozgrywek. Kłótnie klubowe i zmiany personalne wpłynęły negatywnie na żużlowców, którzy zostali zdegradowani do II ligi. Jednak już w następnym sezonie awansowali do najwyższej ligi. W sezonie 1992 rzeszowianie obronili się przed spadkiem, jednak w następnym sezonie ta sztuka im się nie udała. Miała to być roczna kwarantanna żużlowców znad Wisłoka. Młodzi zawodnicy odnoszący sukcesy indywidualne i drużynowe stali się podporą zespołu. Dzięki waleczności Piotra Winiarza, Macieja Kuciapy, Rafała Wilka, Piotra Gancarza i Rafała Trojanowskiego Rzeszów cieszył się awansem do I ligi. Szkolenie młodzieży stało się klubową specjalnością. Taka taktyka działaczy doprowadziła w 1998 do drugiego brązowego medalu DMP. Piotr Winiarz, Maciej Kuciapa, Rafał Trojanowski, Janusz Stachyra, Piotr Świst, Grzegorz Rempała, Tomasz Rempała, Andrzej Rybka, Sławomir Czarnik i dwóch obcokrajowców – Joe Screen i Antonín Kasper, nie startowali już w następnym sezonie z taką werwą i determinacją. Wycofanie się dotychczasowego sponsora – Van-Puru wpłynęło negatywnie na zespół, a nowy sponsor KKER nie stworzył najlepszych warunków dla teamu znad Wisłoka. Drużyna spadła do niższej klasy rozgrywek, gdzie walczył wspomagany przez Rafinerię Jasło o awans, aż do 2005 roku, kiedy żużlowcy sponsorowani przez Marmę Polskie Folie wygrali rozgrywki I ligi i powrócili do grona zespołów Ekstraligi.
W latach 2004–2014 drużynę sponsorowała Marta Półtorak (prezes firmy Marma), która była też prezesem klubu.
Po raz ostatni klub wystartował w rozgrywkach w sezonie 2018. Stal Rzeszów zakończyła wówczas rozgrywki II ligi na 1. miejscu, dzięki czemu uzyskała awans do I ligi na sezon 2019, jednakże ze względu na nieprawidłowości finansowe w klubie, którym kierował wówczas biznesmen Ireneusz Nawrocki, nie otrzymał on licencji na starty w sezonie 2019, przez co ligowy żużel zniknął z Rzeszowa. Powrót nastąpił w sezonie 2020, kiedy do rozgrywek przystąpiło Rzeszowskie Towarzystwo Żużlowe.

## Sezony
| Sezon  | Rozgrywki ligowe | Rozgrywki ligowe         | Rozgrywki ligowe | Rozgrywki ligowe | Uwagi                                                |
| Sezon  | Liga             | Liga                     | Miejsce          | Miejsce          | Uwagi                                                |
| ------ | ---------------- | ------------------------ | ---------------- | ---------------- | ---------------------------------------------------- |
| 1955   | II               | II liga                  | 4/7              | 4/7              |                                                      |
| 1956   | II               | II liga (gr. „południe”) | 3/8              | 3/8              |                                                      |
| 1957   | II               | II liga                  | 1/7              | 1/7              |                                                      |
| 1958   | I                | I liga                   | 7/8              | 7/8              |                                                      |
| 1959   | II               | II liga                  | 1/8              | 1/8              |                                                      |
| 1960   | I                | I liga                   | 1/8              | 1/8              |                                                      |
| 1961   | I                | I liga                   | 1/8              | 1/8              |                                                      |
| 1962   | I                | I liga                   | 2/8              | 2/8              |                                                      |
| 1963   | I                | I liga                   | 2/8              | 2/8              |                                                      |
| 1964   | I                | I liga                   | 4/8              | 2/8              |                                                      |
| 1965   | I                | I liga                   | 4/8              | 4/8              |                                                      |
| 1966   | I                | I liga                   | 3/8              | 4/8              |                                                      |
| 1967   | I                | I liga                   | 4/8              | 5/8              |                                                      |
| 1968   | I                | I liga                   | 4/8              | 5/8              |                                                      |
| 1969   | I                | I liga                   | 8/8              | 8/8              |                                                      |
| 1970   | II               | II liga                  | 2/8              | 2/8              | Przegrane baraże o awans                             |
| 1971   | II               | II liga                  | 6/8              | 6/8              |                                                      |
| 1972   | II               | II liga                  | 5/8              | 5/8              |                                                      |
| 1973   | II               | II liga                  | 5/8              | 5/8              |                                                      |
| 1974   | II               | II liga                  | 6/8              | 6/8              |                                                      |
| 1975   | II               | II liga                  | 7/8              | 7/8              |                                                      |
| 1976   | II               | II liga                  | 6/6              | 6/6              |                                                      |
| 1977   | II               | II liga                  | 4/7              | 4/7              |                                                      |
| 1978   | II               | II liga                  | 5/7              | 5/7              |                                                      |
| 1979   | II               | II liga                  | 3/8              | 3/8              |                                                      |
| 1980   | II               | II liga                  | 2/8              | 2/8              | Przegrane baraże o awans                             |
| 1981   | II               | II liga                  | 1/7              | 1/7              |                                                      |
| 1982   | I                | I liga                   | 7/10             | 7/10             |                                                      |
| 1983   | I                | I liga                   | 7/10             | 7/10             |                                                      |
| 1984   | I                | I liga                   | 9/10             | 9/10             | Wygrane baraże o utrzymanie                          |
| 1985   | I                | I liga                   | 7/10             | 7/10             |                                                      |
| 1986   | I                | I liga                   | 6/10             | 6/10             |                                                      |
| 1987   | I                | I liga                   | 8/10             | 8/10             |                                                      |
| 1988   | I                | I liga                   | 9/10             | 9/10             | Wygrane baraże o utrzymanie                          |
| 1989   | I                | I liga                   | 6/10             | 6/10             |                                                      |
| 1990   | I                | I liga                   | 8/8              | 8/8              |                                                      |
| 1991   | II               | II liga                  | 1/12             | 1/12             |                                                      |
| 1992   | I                | I liga                   | 8/10             | 8/10             |                                                      |
| 1993   | I                | I liga                   | 10/10            | 10/10            |                                                      |
| 1994   | II               | II liga                  | 2/10             | 2/10             |                                                      |
| 1995   | I                | I liga                   | 7/10             | 7/10             |                                                      |
| 1996   | I                | I liga                   | 8/10             | 8/10             |                                                      |
| 1997   | I                | I liga                   | 7/10             | 7/10             |                                                      |
| 1998   | I                | I liga                   | 3/10             | 3/10             |                                                      |
| 1999 1 | I                | I liga                   | 9/10             | 9/10             |                                                      |
| 1999 1 | II               | II liga                  | 11/13            | 11/13            |                                                      |
| 2000   | II               | I liga                   | 4/8              | 4/8              |                                                      |
| 2001   | II               | I liga                   | 3/8              | 3/8              |                                                      |
| 2002   | II               | I liga                   | 4/8              | 4/8              |                                                      |
| 2003   | II               | I liga                   | 6/8              | 6/8              |                                                      |
| 2004   | II               | I liga                   | 3/7              | 3/7              |                                                      |
| 2005   | II               | I liga                   | 1/8              | 1/8              |                                                      |
| 2006   | I                | Ekstraliga               | 6/8              | 6/8              |                                                      |
| 2007   | I                | Ekstraliga               | 4/8              | 4/8              |                                                      |
| 2008   | I                | Ekstraliga               | 7/8              | 7/8              | Przegrane baraże o utrzymanie                        |
| 2009   | II               | I liga                   | 3/8              | 3/8              |                                                      |
| 2010   | II               | I liga                   | 1/8              | 1/8              |                                                      |
| 2011   | I                | Ekstraliga               | 5/8              | 5/8              |                                                      |
| 2012   | I                | Ekstraliga               | 7/10             | 7/10             |                                                      |
| 2013   | I                | Ekstraliga               | 8/10             | 8/10             |                                                      |
| 2014   | II               | I liga                   | 1/8              | 1/8              |                                                      |
| 2015   | I                | Ekstraliga               | 7/8              | 7/8              | Wygrane baraże o utrzymanie                          |
| 2015   | I                | Ekstraliga               | 7/8              | 7/8              | Klub nie wystąpił o licencję na starty w Ekstralidze |
| 2016   | II               | I liga                   | 4/11             | 4/11             |                                                      |
| 2017   | II               | I liga                   | 7/8              | 7/8              | Przegrane baraże o utrzymanie                        |
| 2018   | III              | II liga                  | 1/7              | 1/7              |                                                      |

| Poziom ligowy | Liczba sezonów | Sezony                                                                        |
| ------------- | -------------- | ----------------------------------------------------------------------------- |
| I             | 34             | 1958, 1960–1969, 1982–1990, 1992–1993, 1995–1999, 2006–2008, 2011–2013, 2015  |
| II            | 29             | 1955–1957, 1959, 1970–1981, 1991, 1994, 2000–2005, 2009–2010, 2014, 2016–2017 |
| III           | 1              | 2018                                                                          |

1 W 1999 r. w rozgrywkach ligowych występowała również druga drużyna.

## Osiągnięcia

### Krajowe
Poniższe zestawienia obejmują osiągnięcia klubu oraz indywidualne osiągnięcia zawodników w rozgrywkach pod egidą PZM, GKSŻ oraz Ekstraligi.

#### Mistrzostwa Polski
Drużynowe mistrzostwa Polski
- 1. miejsce (2): 1960, 1961
- 2. miejsce (2): 1962, 1963
- 3. miejsce (2): 1966, 1998

Młodzieżowe drużynowe mistrzostwa Polski
- 1. miejsce (3): 1994, 1995, 2006
- 2. miejsce (1): 1996
- 3. miejsce (2): 1989, 2007

Mistrzostwa Polski par klubowych
- 1. miejsce (1): 2005
- 2. miejsce (3): 1989, 1990, 2010

Młodzieżowe mistrzostwa Polski par klubowych
- 1. miejsce (1): 2006
- 2. miejsce (1): 1993
- 3. miejsce (2): 1997, 2008

Indywidualne mistrzostwa Polski
- 1. miejsce (2):
  - 1961 – Florian Kapała
  - 1962 – Florian Kapała
- 2. miejsce (3):
  - 1959 – Jan Malinowski
  - 1989 – Jan Krzystyniak
  - 2012 – Rafał Okoniewski
- 3. miejsce (2):
  - 1959 – Florian Kapała
  - 1986 – Grzegorz Kuźniar

Młodzieżowe indywidualne mistrzostwa Polski
- 2. miejsce (2):
  - 1970 – Grzegorz Kuźniar
  - 1997 – Piotr Winiarz
- 3. miejsce (1):
  - 2009 – Dawid Lampart

#### Pozostałe
Puchar PZM
- 2. miejsce (2): 1963, 1964
- 3. miejsce (1): 1965

Indywidualny Puchar Polski
- 3. miejsce (1):
  - 1986 – Janusz Stachyra

Złoty Kask
- 1. miejsce (1):
  - 1961 – Florian Kapała
- 2. miejsce (3):
  - 1962 – Florian Kapała
  - 2007 – Rafał Dobrucki
  - 2015 – Mirosław Jabłoński
- 3. miejsce (3):
  - 1989 – Janusz Stachyra
  - 1993 – Jan Krzystyniak
  - 1998 – Piotr Świst

Srebrny Kask
- 1. miejsce (1):
  - 1971 – Grzegorz Kuźniar[b]
- 2. miejsce (1):
  - 2005 – Paweł Miesiąc
- 3. miejsce (2):
  - 1993 – Piotr Winiarz
  - 2002 – Karol Baran

Brązowy Kask
- 2. miejsce (1):
  - 1989 – Janusz Ślączka

Liga Juniorów
- 2. miejsce (1): 2008
- 3. miejsce (1): 2015

Indywidualne międzynarodowe mistrzostwa Ekstraligi
- 3. miejsce (1):
  - 2015 –  Greg Hancock

### Międzynarodowe
Poniższe zestawienia obejmują osiągnięcia klubu oraz indywidualne osiągnięcia zawodników krajowych (w zawodach drużynowych, par i indywidualnych) i zagranicznych (w zawodach indywidualnych) w rozgrywkach pod egidą FIM oraz FIM Europe.

#### Mistrzostwa świata
Drużynowe mistrzostwa świata
- 1. miejsce (1):
  - 1961 –  Florian Kapała
- 3. miejsce (1):
  - 1962 –  Florian Kapała

Drużynowe mistrzostwa świata juniorów
- 1. miejsce (2):
  - 2006 –  Paweł Miesiąc
  - 2009 –  Dawid Lampart

Indywidualne mistrzostwa świata
- 1. miejsce (1):
  - 2007 –  Nicki Pedersen
- 2. miejsce (1):
  - 2015 –  Greg Hancock
- 3. miejsce (2):
  - 1993 –  Chris Louis
  - 2006 –  Nicki Pedersen

#### Mistrzostwa Europy
Drużynowe mistrzostwa Europy juniorów
- 1. miejsce (3):
  - 2009 –  Dawid Lampart
  - 2012 –  Łukasz Sówka
  - 2015 –  Krystian Rempała

Mistrzostwa Europy par
- 1. miejsce (1):
  - 2015 –  Dawid Lampart

Indywidualne mistrzostwa Europy
- 1. miejsce (2):
  - 2001 –  Bohumil Brhel
  - 2008 –  Matej Žagar
- 2. miejsce (1):
  - 2013 –  Nicki Pedersen
- 3. miejsce (1):
  - 2009 –  Aleš Dryml

Indywidualne mistrzostwa Europy juniorów
- 2. miejsce (1):
  - 2006 –  Andrij Karpow

#### Pozostałe
Indywidualny Puchar Mistrzów
- 2. miejsce (1):
  - 1992 –  Zoltán Adorján